# Eschborn-Francoforte 2021
La Eschborn-Francoforte 2021, cinquantottesima edizione della corsa e valida come ventissettesima prova dell'UCI World Tour 2021 categoria 1.UWT, originariamente prevista per il 13 maggio, si svolse il 19 settembre 2021 su un percorso di 187,4 km, con partenza da Eschborn e arrivo all'Alte Oper a Francoforte sul Meno, in Germania. La vittoria fu appannaggio del belga Jasper Philipsen, il quale completò il percorso in 4h28'03", alla media di 41,947 km/h, precedendo il tedesco John Degenkolb e il norvegese Alexander Kristoff.
Sul traguardo di Francoforte sul Meno 91 ciclisti, su 139 partiti da Eschborn, portarono a termine la competizione.

## Squadre e corridori partecipanti
| N.    | Cod. | Squadra                |
| ----- | ---- | ---------------------- |
| 1-7   | BOH  | Bora-Hansgrohe         |
| 11-17 | LTS  | Lotto Soudal           |
| 21-27 | UAD  | UAE Team Emirates      |
| 31-37 | TBV  | Bahrain Victorious     |
| 41-47 | BEX  | Team BikeExchange      |
| 51-57 | TJV  | Jumbo-Visma            |
| 61-67 | ISN  | Israel Start-Up Nation |
| 71-77 | AFC  | Alpecin-Fenix          |
| 81-87 | TFS  | Trek-Segafredo         |
| 91-97 | DSM  | Team DSM               |

| N.      | Cod. | Squadra                   |
| ------- | ---- | ------------------------- |
| 101-107 | IWG  | Intermarché-Wanty-Gobert  |
| 111-117 | UXT  | Uno-X Pro Cycling Team    |
| 121-127 | ACT  | AG2R Citroën Team         |
| 131-137 | COF  | Cofidis                   |
| 141-147 | GAZ  | Gazprom-RusVelo           |
| 151-157 | BBK  | B&B Hotels                |
| 161-167 | ARK  | Team Arkéa-Samsic         |
| 171-177 | MOV  | Movistar Team             |
| 181-187 | SVB  | Sport Vlaanderen-Baloise  |
| 191-197 | BWB  | Bingoal Pauwels Sauces WB |

## Ordine d'arrivo (Top 10)
| Pos. | Corridore           | Squadra      | Tempo    |
| ---- | ------------------- | ------------ | -------- |
| 1    | Jasper Philipsen    | Alpecin      | 4h28'03" |
| 2    | John Degenkolb      | Lotto        | s.t.     |
| 3    | Alexander Kristoff  | UAE          | s.t.     |
| 4    | Andrea Pasqualon    | Intermarché  | s.t.     |
| 5    | Pascal Ackermann    | Bora         | s.t.     |
| 6    | Iván García Cortina | Movistar     | s.t.     |
| 7    | Christophe Laporte  | Cofidis      | s.t.     |
| 8    | Mike Teunissen      | Jumbo        | s.t.     |
| 9    | Michael Matthews    | BikeExchange | s.t.     |
| 10   | Fred Wright         | Bahrain      | s.t.     |